# Raoul Reynols
Raoul Reynols (även Reynolds), född 1882 i Glasgow, död 1969 i New York, var en fransk fotograf och scenograf, verksam i Norden 1919–1924. 

## Filmfoto i urval
- 1919 – Ett farligt frieri
- 1920 – Bomben
- 1920 – Familjens traditioner
- 1920 – Robinson i skärgården
- 1921 – Högre ändamål